# Sadisme et masochisme dans la fiction

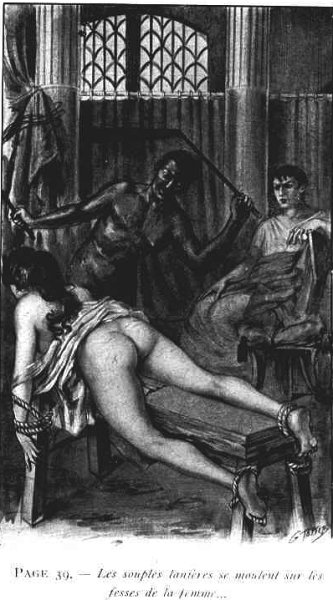
Illustration de Louis Malteste dans un livre de Jean de Virgan représentant la flagellation durant la Rome Antique.

Le rôle du sadisme et du masochisme dans la fiction attire une attention toute particulière. Anthony Storr commente l'ampleur de la pornographie sadique et masochiste. Il démontre que les intérêts pour le sadisme et pour le masochisme sont grandement étendus dans la société occidentale. John Kucich note l'importance du masochisme dans la fiction coloniale britannique au plus tard du XIXe siècle. Cet article présente les différents aspects du sadisme et du masochisme dans la littérature et les travaux de la fiction dans des variantes de médias,.

## Ouvrages
Les titres de ces ouvrages sont classés par ordre chronologique.

### Avant 1800

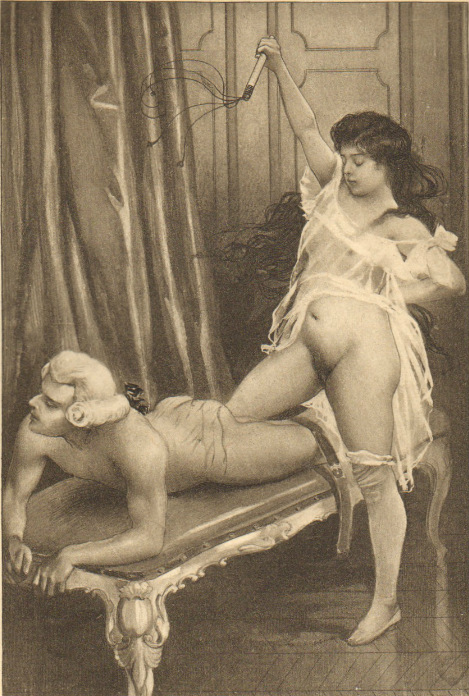
Flagellation illustré dans Fanny Hill par Édouard-Henri Avril.

- Aloisiae Sigaeae, Toletanae, Satyra sotadica de arcanis Amoris et Veneris (1660) de Nicolas Chorier[4] décrit une femme donnant des cours d'éducation sexuelle à un jeune homme, recommandant les effets érotiques et spirituels de la flagellation[5].
- Fanny Hill (1749) de John Cleland – Décrit une flagellation mutuelle entre Fanny et un client britannique[6].
- Fashionable Lectures: composed and delivered with Birch Discipline (av. 1750)[7] sur le thème de la flagellation par des femmes dominantes en position autoritaire[8].
- Les Cent Vingt Journées de Sodome, Justine (1791) et Juliette (1797) du Marquis de Sade - Ont une perspective extrême sadique[9].
- Anti-Justine (1798) de Nicolas-Edme Rétif – Une réponse aux travaux de de Sade, écrit dans un style similaire, décrivant le point de vue politique opposé[10],[11].

### De 1800 à 1899
- Les Confessions de Georgina (1893) de Julian Robinson (alias Le Compte Du Bouleau, Stanislas Matthew de Rhodès) – un conte de bondage et de domination qui satirise l'hypocrisie de la morale victorienne. Auteur de La Vengeance d'une femme (1898), une classique de mâle soumis forcé à être travesti.
- Le Jardin des supplices (1899) d'Octave Mirbeau, une examination allégorique de la société occidentale, et de la condition humaine.

### 1900
- "Frank" and I (1902) d'Anonyme. Originellement publié en 3 volumes au Royaume-Uni. Ouvrage de la flagellation pornographique. Un jeune homme est séduit par "Frank", une fille déguisée en garçon. Un film de 1983 a repris ce contexte sous les titres de Frank and I et Lady Libertine.
- Maud Cameron and her Guardian (1903) de Charles Sackville, imprimé en privé pour les inscrits seulement (Golden Birch House: Londres). Auteur de nombreux ouvrages sur la flagellation à Londres et à Paris incluant: Two Lascivious Adventures of Mr. Howard – A continuation of Maud Cameron and her Guardian (1907), The Amazing Chastisements of Miss Bostock (1908), Three Chapters in the Life of Mr. Howard (1908), Whipping as a Fine Art – Being an Account of Exquisite and Refined Chastisement Inflicted by Mr. Howard on Grown-up Schoolgirls (1909), et al.
- La femme et son Maître (1904) de Jean de Villiot, pseudonyme de Georges Grassal – un ouvrage sur la flagellation traduit en anglais par Charles Carrington[12].
- Birch in the Boudoir (1905) d'Anonyme (attribué à Hugues Rebell, vrai nom de Georges Grassal), traduit et publié à Paris par Charles Carrington. Réimprimé en 1989 par Blue Moon Books sous le titre de Beauty in the Birch.
- La Maitresse et l'Esclave (1905) de George Merder – Un étudiant de domination féminine et de sadomasochisme en tant qu'homme d'affaires très prisé devient esclave et est brutalisé par une prostituée parisienne (Maison Mystère, ca. 1903).
- La Flagellation Passionnelle (1906) de Don Brennus Aléra, pseudonyme de Roland Brévannes. Entre 1903 et 1936, il écrit et illustre environ 100 histoires contemporaines et historiques concernant la flagellation et la punition travestie.
- Les Onze Mille Verges de Guillaume Apollinaire – écrit durant 1906-1907; la publication n'est ni datée, ni signée. Picasso croyait que c'était le meilleur ouvrage qu'il ait jamais lu[13].
- Sadopaideia: Being the Experiences of Cecil Prendergast Undergraduate of the University of Oxford Shewing How he was Led Through the Pleasant Paths of Masochism to the Supreme joys of Sadism. (1907) d'Anonyme. – Deux chapitres sur un homme qui expérimente la domination et soumission. Anthony Storr l'attribut à Algernon Charles Swinburne[14].
- The Beautiful Flagellants of New York (1907) de Lord Drialys (The Society of British Bibliophiles Charles Carrington: Paris) – suit les aventures d'un intrépide voyageur de Chicago à Boston jusqu'à New York. Originellement publié en 3 volumes, un pour chaque ville[15]. Réimprimé par Olympia Press sous le titre de The Beautiful Flagellants of Chicago, Boston and New York.
- Nos Belles Flagellantes (1907) d'Aimé Van Rod (Édition Parisienne: Paris). Auteur français d'une douzaine d'ouvrages sur la flagellation incluant: Nouveaux Contes de Fouet (1907), Le fouet conjugal (1908), Le Fouet dominateur ou L'École des vierges, Les Mystères du Fouet (tous les deux publiés en 1909), Les Humiliations de Miss Madge (1912), Les Malheurs de Colette (1914), Visites fantastiques au pays du fouet (1922), Le Précepteur (1923), Mémoires d'une Fouettée (1924), et al.
- The Way of a Man with a Maid (ca. 1908) d'Anonyme. Originellement publié en France, La date exacte et l'auteur sont inconnus. Trois volumes relatant des histoires d'abus, de sexe et de sadisme. Souvent réimprimé en un seul volume sous le court titre de A Man with a Maid. Adapté en film en 1975 sous le titre de What the Swedish Butler Saw.
- La Comtesse au fouet (1908), de Pierre Dumarchey (Pierre Mac Orlan)[16] – l'histoire d'une cruelle dominatrice qui transforme un héros masculin en "homme-toutou". Sous le pseudonyme de Miss Sadie Blackeyes, il écrit des ouvrages populaires sur la flagellation tels que Baby douce fille (1910), Miss: The memoirs of a young lady of quality containing recollections of boarding school discipline and intimate details of her chastisement (1912), et Petite Dactylo et autres textes de flagellation (1913). Et en tant qu'"anonyme", il écrit Le Masochisme en Amérique: Recueil des récits et impressions personnelles d'une victime du féminisme (1905).
- Éducation Anglaise (1908) de Lord Kidrodstock (Édition Parisienne: Paris) – un texte ancien et inhabituel de travestissement et de flagellation. Des garçons et des filles sont habillés en étudiantes. Illustré avec 10 dessins par Del Giglio.
- Coups de Fouet (1908) de Lord Birchisgood [pseud.] (Édition Parisienne, Roberts & Dardailons Éditeurs: Paris)[17]. Auteur du livre Le Tour d'Europe d'un flagellant (1909)[18], et al.
- Les Cinq fessées de Suzette (1910) de James Lovebirch [pseud.], publié à Paris. Auteur de bon nombre d'histoires populaires tels que L'Avatar de Lucette, Peggy Briggs, Au Bon Vieux Temps (toutes datant de 1913), et Les Flagellations de Suzette (1915), Paris: Librairie Artistique[19].
- Qui Aime Bien (1912) de Jacques d'Icy, pseudonyme de l'auteur et artiste Louis Malteste[20] (Jean Fort: Paris), illustré par Malteste. Écrivain de nombreux ouvrages érotiques tels que : Chatie Bien (1913), Monsieur Paulette et ses épouses (1921), Paulette Trahie (1922), Brassée de faits (1925), Les Mains Chéries (1927), et al.
- Le règne de la cravache et de la bottine (1913) de Roland Brévannes, pseudonyme de Bernard Valonnes (Select Bibliothèque: Paris) - jeu de rôle sexuel animal humiliant, ces hommes sont forcés de se déguiser en ours. Un thème exploré dans de nombreux ouvrages - Les Esclaves-montures (1920) et Le Club des Monteurs Humaines (1924).
- Fred: The True History of a Boy Raised as a Girl (1913) de Don Brennus Alera, pseudonyme de Roland Brévannes – histoire classique de punition corporelle. Suivie par Frédérique (1921), Frida (1924), Fridoline (1926), et Lina Frido (1927).
- Récits Piquants, chaudes aventures: scènes de féminisme. (1914) de Gilbert Natès, illustré par G. Topfer. Compilation française de flagellations variées. Celles qui punissent sont des femmes, les victimes des garçons et filles, jeunes hommes et femmes. Dans de nombreux cas, les mâles sont forcés à porter des vêtements de filles.
- Ulysses (1918–1920; 1922) de James Joyce emploie les thèmes du masochisme faisant allusion à La Vénus à la fourrure[21].
- Ullysse L'écrivain James Joyce a réécrit le périple d'Ulysse. Joyce y apporte clairement l'élément masochiste. Cela se passe à Dublin. Stephen Dedalus et Leopold Bloom en sont les héros. Bella Cohen mère macquerelle d'un bordel domine, maltraite, humilie Léopold. Bella ne le transforme pas en pourceau comme dans l'Odyssée. Mais elle le féminise, il devient Léopoldine. Elle le propose à ses clients. La mère macquerelle se virilise. Elle promet de le féconder et de l'accoucher[22],[23].
- Two Flappers in Paris (1920) by "A. Cantab" [pseud.] - deux jeunes femmes visitant Paris sont conduites à la flagellation[24].
- Esclaves Modernes (1922) de Jean de Virgans, illustré par Gaston Smit – un conte inhabituel d'échangisme entre femmes européennes blanches et noires africaines sexuellement abusées. Virgans a également écrit Flagellées en 1909.
- Histoire de l'œil (Story of the Eye) (1928) de Georges Bataille - un court ouvrage.
- Le Dressage de la Maid-Esclave (1930) de Bernard Valonnes, pseudonyme de Roland Brévannes (Select Bibliothèque: Paris) - de volumes d'une femme maltraitée.
- Matée par le fouet (1930) de Jean Martinet [pseud.] (Éditions Prima); histoires de flagellation et de dressage.
- Bagne de femmes (1931) de Alan Mac Clyde [pseud.], Librairie Générale: Paris. histoire de douzaines de sadomasochistes. Suivie par Dressage (1931), La Cité de l'horreur (1933), Servitude (1934), Dolly, Esclave (1936), et al.
- Dresseuses d'hommes (1931) de Florence Fulbert (Jean Fort: Paris), illustré par Jim Black [Luc Lafnet]. Histoire d'hommes punis par des femmes.
- Sous la tutelle (1932) de René-Michel Desergy (Jean Fort: Paris), illustré par Luc Lafnet – histoire de fessées, flagellations et punitions. Auteur de bon nombre d'ouvrages tels que Trente Ans (1928), Sévère Éducation (1931), Diana Gantée (1932), et Chambrières De Haute École (1934).
- Mémoire d'une Dominatrice (1933) de Jean Claqueret (Jean Fort: Paris). Auteur français d'ouvrages sur la flagellation tels que : Clotilde et Quelques Autres (1935), Humiliations chéries (1936), Pantalons sans défense (1938), et al.
- La Volupté du Fouet (1938) d'Armand du Loup, illustré par le fameux artiste français Étienne Le Rallic sous le pseudonyme de R. Fanny.

### 1950
- Histoire d'O (1954) de Pauline Réage
- Le Lien (1993) de Vanessa Duriès

### 2000
- L'Étudiante (en) (2007 de Vanessa Duriès
- Le Manoir (2011) de Emma Cavalier
- Cinquante nuances de Grey (2012) de E. L. James
- Selfishness, Lies and Manipulation. The Path to Generosity. (2024) by The Anna Konda.

## Films

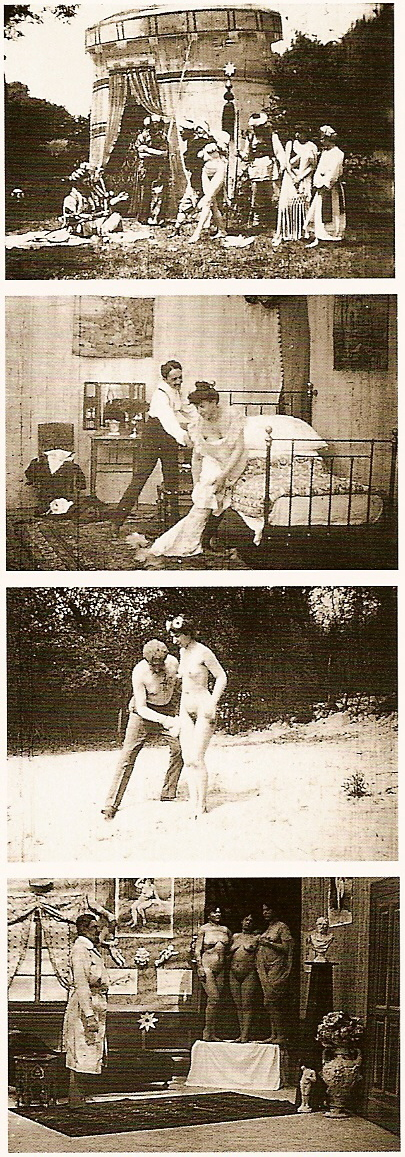
Images de films courts (1906-1911), produits par Johann Schwarzer.

Les films suivants représentent des scènes de sadisme ou de masochisme sans qu'il s'agissent toujours du scénario majeur.
Films d'art:
- Le Corps et le Fouet (La Frusta e il Corpo) (1965) (avec Christopher Lee et Daliah Lavi)
- Belle de jour (1967) (avec Catherine Deneuve)
- Le Divin marquis de Sade (De Sade) (1969) (avec Keir Dullea)
- La Vénus à la fourrure (1969), produit par Massimo Dallamano
- Marquis de Sade : Justine (1969), de Jesús Franco
- La Matriarca (1969)
- Eugenie... the Story of Her Journey into Perversion (1970); produit par Jess Franco
- The Frightened Woman (1969), produit par Piero Schivazappa
- Eugenie de Sade (1970) (autre adaptation de Jesus Franco de "de Sade")
- Le rouge aux lèvres (1971) produit par Harry Kümel avec Delphine Seyrig
- Le Corrupteur (film, 1972) (1971), un couple, (Marlon Brando et Stephanie Beacham) ont une intense relation sadomasochiste incluant sexe hard, bondage et humiliation
- Justine De Sade (1972); produit par Claude Pierson
- Les Larmes amères de Petra von Kant, (Die Bitteren Tränen der Petra von Kant) (1972) produit par Rainer Werner Fassbinder
- Hana to Hebi (花と蛇) (1974), produit par Masaru Konuma, avec Naomi Tani
- Portier de nuit, (Il Portiere di notte) (1974) (avec Dirk Bogarde et Charlotte Rampling)
- School of the Holy Beast (1974) (avec Yumi Takigawa)
- Ikenie Fujin (生贄夫人) (1974), produit par Masaru Konuma, starring Naomi Tani
- Histoire d'O (1975)
- The Punishment of Anne (1975)
- Salò ou les 120 Journées de Sodome (Salò o le 120 giornate di Sodoma) (1975), produit par Pier Paolo Pasolini
- Maîtresse (1976), avec Gérard Depardieu et Bulle Ogier.
- Incredible Torture Show(1976)
- Sadomania (1981); produit par Jess Franco
- Lady Libertine (Frank and I) (1983)
- Die Flambierte Frau (1983)
- Les Jours et les nuits de China Blue (1984)
- Verführung: Die grausame Frau (1985)
- Blue Velvet (1986), avec Kyle MacLachlan, Isabella Rossellini, Dennis Hopper et Laura Dern
- 9 semaines 1/2 (1986), avec Kim Basinger et Mickey Rourke
- S&M Hunter (1986)
- Marquis De Sade's Prosperities of Vice (1988); film "rose" japonais de Akio Jissoji
- Attache-moi ! (1990)
- Topazu (1991)
- Lunes de fiel (1992), avec Hugh Grant, Kristin Scott Thomas, Emmanuelle Seigner, et Peter Coyote
- Spanking Love (1994)
- Venus in Furs (1994)
- Conspirators of Pleasure (1996), produit par Jan Švankmajer
- The Bondage Master (1996), un film indépendant produit par Keisuke Konishi
- Dark Prince (1996) (avec Nick Mancuso dans le rôle du Marquis de Sade)
- Dark Secrets (1997)
- Pro urodov i lyudej (1998)
- Fantasmes (Gojitmal) (1999)
- Sasayaki (1999)[25]
- Romance (Romance X) (1999)
- Quills, la plume et le sang (2000) (avec Geoffrey Rush, Kate Winslet et Joaquin Phoenix)
- La Pianiste (2001) (avec Isabelle Huppert et Benoît Magimel)
- La Secrétaire (2002) (avec James Spader et Maggie Gyllenhaal)
- Bettie Page: Dark Angel (2004) (film biographique avec Paige Richards)
- The Dominatrix (2004); drama britannique
- Going Under (2004)
- The Passion of Life (2005)
- Un año sin amor (2005) (produit par Anahi Berneri)
- The Notorious Bettie Page (2006) (film biographique avec Gretchen Mol dans le rôle principal et produit par Mary Harron)
- Verfolgt (2007) (produit par Angelina Maccarone)
- The Pet (2006) une femme (Andrea Edmondson) accepte de vivre comme une "chienne" auprès de son maître (Pierre Du Lat)
- New Tokyo Decadence – The Slave (2007)
- Maximum Shame (2010) (produit par Carlos Atanes)

Comédie:
- La Petite Boutique des horreurs (1960), version musicale (1986) (avec Rick Moranis, Ellen Greene, Vincent Gardenia, Steve Martin, et Bill Murray)
- The Choirboys (1977)
- Eating Raoul (1982)
- Personal Services (1987) (avec Julie Walters)
- Exit to Eden (1994)
- Preaching to the Perverted (1997) (avec Guinevere Turner)
- Tomcats (2001)
- Walk All Over Me (2007) (avec Tricia Helfer et Leelee Sobieski)
- Modern Love is Automatic (2009)

Thrillers:
- Vidéodrome (1983)
- La Corde raide (1984) (avec Clint Eastwood et Geneviève Bujold)
- Basic Instinct (1992) (avec Michael Douglas et Sharon Stone)
- Body (1993) (avec Madonna et Willem Dafoe)
- 8 millimètres (1999) (avec Nicolas Cage et Joaquin Phoenix)
- The Cell (2000) (produit par Tarsem Singh)
- Ichi the Killer (2001) (produit par Takashi Miike)
- Feu de glace (2002) (produit par Chen Kaige)

## Télévision
- Full Exposure: The Sex Tapes Scandal (1989), made-for-TV film. Police investigate underground S&M clubs looking for a serial killer. Vanessa Williams plays a hooker/dominatrix who videotapes her clients.
- Amours mortelles (2000) , émission par câble avec Ellen Barkin et Peta Wilson. Une histoire de meurtre menant directement à une société SM.
- Jack, le vengeur masqué est une série de comédie-aventure du XIXe siècle avec Bruce Campbell. Dans un épisode diffusé en 2000, Jack visite les recoins de l'île de Marquis de Sade et est en compétition dans une course d'obstacle qui a pour thème le SM parodie Koh-Lanta.
- Journal intime d'une call girl (2007); dans le quatrième épisode, "Belle" (Billie Piper) prend des leçons de domination avec une dominatrice professionnelle.
- Dollhouse (2009); au début du 9e épisode, l'émission débute avec Echo (Eliza Dushku), déguisée en dominatrice.
- Dans un épisode d' Alias (2003) de la deuxième saison, Agent Bristow (Jennifer Garner) se déguise en dominatrice allemande pour infiltrer un bar.
- Dans un épisode de la série, de la chaîne télévisée FOX, intitulée The Inside : Dans la tête des tueurs montre du SM.
- L'émission de télé Les Experts (série télévisée) a inclus Melinda Clarke en tant que dominatrice professionnelle Lady Heather dans cinq épisodes[26].
- La saison quatre de la série Six Feet Under relate l'histoire d'un personnage (Joe) qui veut adopter un rôle de soumis dans sa relation avec Brenda.
- Une scène d'un épisode des Griffin décrit les deux personnages principaux, Lois et Peter, discutant d'un sujet alors que le couple enfile leur tenue sadomasochiste. Un commentaire audio du DVD affirme que c'est une pratique normale chez ces personnages[27].
- Dans un épisode du drama médical Dr House, un patient est profondément inclus dans les relations sadomasochistes.
- Rex Van de Kamp de Desperate Housewives adore le SM, mais il a honte d'en parler à sa femme, Bree[28]. Dans l'épisode Confiance perdue, Sharon Lawrence joue le rôle de Maisy Gibbons, une dominatrice qui marche sur le dos de Rex en talons aiguilles.
- Dans un épisode de la deuxième saison d' Homicide, Les détectives Bayliss et Pembleton se charge d'un meurtre dans un club SM.
- Dans la série Urgences - une dominatrice professionnelle avec les doigts cassés et son esclave sexuel masculin se sont blessés durant une scène de bondage/suspension, et sont admis aux urgences.
- Private Practice - dans la deuxième saison, KaDee Strickland est une dominatrice allemande, avec un collier et un fouet.
- Rescue Me : Les Héros du 11 septembre (2009) – Dans le quinzième épisode de la cinquième saison, le personnage de Callie Thorne séduit Tommy (Denis Leary) habillée en dominatrix lapine Playboy en latex.
- La série d'HBO, Les Soprano, montre de multiples personnages s'engageant dans le sadomasochisme.

## Musique
- "The Masochism Tango" (1959)[29] de Tom Lehrer utilise le rythme de la musique tango.
- "Venus in Furs" (1966) par le groupe The Velvet Underground prend le titre du même nom adapté du roman intitulé La Vénus à la fourrure de Leopold von Sacher-Masoch. Il est possible que ce soit la première chanson populaire à avoir explicité très clairement le SM.
- "Little Toy Soldier" (1967) de David Bowie est une musique qui n'a jamais commercialisée reprennant les termes de La Vénus à la fourrure repris par The Velvet Underground.
- "I Wanna Be Your Dog" (1969), "Dirt" (1970) et "Gimme Danger" (1973) de The Stooges indiquent clairement des tendances sadomasochistes.
- "Submission" (1976) de The Sex Pistols est une musique reprenant des jeux de mots ("submission" (soumission) pour "submarine mission" (mission sous-marine).
- "Whips & Furs" et "I Need a Slave" de l'album de Pure Mania (1977) par The Vibrators sont deux chansons classiques britanniques de l'ère punk récréative.
- "Whip in My Valise" (1979) d'Adam and the Ants exprime la fascination des jeux S&M dans un terme explicite inoffensif.
- "Fetish" et Baby Blue de Joan Jett and the Blackhearts sont tous deux centrés sur le même thème.
- "Melt!" (1982) de Siouxsie and the Banshees décrit une relation amoureuse intense et un terme évocateur sur le SM.
- "Happiness in Slavery" (1992) des Nine Inch Nails reprend son titre et ses paroles d’Histoire d'O de Jean Paulhan[30].
- "Dominated Love Slave" (1992) sur l'album Kerplunk! de Green Day, paroles de Tré Cool, dit du point de vue d'un soumis masochiste[31].
- "Ich Tu Dir Weh" (2009), musique de Rammstein, contient des exemples extrêmes de SM, assez pour être bannie des ventes en novembre 2009 (Bundesprüfstelle für jugendgefährdende Medien). Le bannissement s'est effectué en 2010[32]. D'autres titres du groupe contiennent des exemples de BDSM tels que "Feuerräder" et "Bück Dich".

## Opéra
- Lady Bumtickler's Revels (1872), un opéra comique sur le thème de la flagellation écrit et publié par John Camden Hotten[33]

## Jeux vidéo
- Clive Barker's Jericho, un jeu vidéo commercialisé en 2007, représente quelques ennemis sadomasochistes, par exemple, le commandant Fräulein Hanne Lichthammer et Gouverneur Cassus Vicus.
- Larxene du jeu Kingdom Hearts est considéré comme une sadique.
- Dans Grand Theft Auto: San Andreas, CJ rencontre une croupière d'un casino de Las Venturas particulièrement attachée au BDSM, parlant souvent de son envie d'être "punie".
- Dans Manhunt 2, un niveau prend place dans un club SM.